# Almeidea caerulea
Almeidea caerulea är en vinruteväxtart som först beskrevs av Christian Gottfried Daniel Nees von Esenbeck och Carl Friedrich Philipp von Martius, och fick sitt nu gällande namn av St.-hil. och George Don jr. Almeidea caerulea ingår i släktet Almeidea och familjen vinruteväxter. Inga underarter finns listade i Catalogue of Life.